# Can Tubella
Can Tubella és una obra amb elements neoclàssics de Pineda de Mar (Maresme) inclosa a l'Inventari del Patrimoni Arquitectònic de Catalunya.

## Descripció
Gran casal de mitjans del segle xix d'estil clàssic on es combina la pedra, a les obertures, l'arrebossat i la terra cuita a la decoració de la façana i a les balustrades del balcó i el terrat. Les obertures de les façanes queden disposades simètricament a la planta, pis i golfes. L'estil d'aquesta construcció respon a altres zones (Penedès, Barcelonès nord, Tarragonès) a grans finques agrícoles. En el cas de Pineda, Can Tubella degué ésser feta construir de bell nou per un indià, prenent de model les línies clàssiques de les grans finques vitícoles del darrer terç del XIX.